# Sinfonia n. 16 (Haydn)
La Sinfonia n. 16 in Si bemolle maggiore, Hoboke I/16, di Joseph Haydn fu composta tra il 1757 ed il 1761.
È stata composta per un'orchestra di 2 oboi, un fagotto, 2 corni, archi e basso continuo, con una parte per violoncello solo nel movimento lento È in tre movimenti:
1. Allegro, 3/4
2. Andante in Mi bemolle maggiore, 2/4
3. Allegro o Presto, 6/8

Il movimento lento è caratterizzato da un violoncello solo raddoppiato nelle ottave dai violini muti.